# Enzo Maresca
Vincenzo Maresca (Pontecagnano Faiano, 10 de fevereiro de 1980) é um treinador e ex-futebolista italiano que atuava como volante. Atualmente comanda o Chelsea.

## Carreira como jogador
Jogador de histórico vitorioso, Maresca viveu seu melhor momento na Espanha ao conquistar duas edições da Copa da UEFA (atual Liga Europa) com o Sevilla. Posteriormente fez parte do ambicioso projeto do Málaga que classificou os andaluzes pela primeira vez para a Liga dos Campeões. O volante passou ainda por diferentes níveis das Seleções Italianas de base, mas nunca foi convocado para a Azzurra principal. Aposentou-se dos gramados em 2017, após defender o Hellas Verona em apenas uma temporada.

## Carreira como treinador
Logo após pendurar as chuteiras, o veterano iniciou sua careira como treinador. Maresca trabalhou como auxiliar de Vincenzo Montella e Joaquín Caparrós no Sevilla, antes de unir-se à comissão técnica de Manuel Pellegrini no West Ham. Sua primeira passagem pelo Manchester City foi na temporada 2020–21, como comandante da equipe Sub-23, por onde conquistou a Premier League 2. Logo em seguida aceitou assumir o Parma na Serie B, mas não registrou bons resultados e durou apenas 14 jogos, sendo demitido em novembro de 2021. Já na temporada 2022–23, foi convidado para trabalhar como auxiliar de Josep Guardiola. O italiano viveu de perto o ápice da equipe, sendo o principal auxiliar de Pep nas conquistas da Premier League, da Copa da Inglaterra e da Liga dos Campeões.

### Leicester
Foi anunciado como treinador do Leicester no dia 16 de junho de 2023, assinando contrato até 2026.
Logo em sua primeira temporada, Maresca realizou um bom trabalho e viu sua equipe garantir o acesso à Premier League no dia 26 de abril de 2024. Já no dia 29 de abril, após uma vitória fora de casa por 3–0 sobre o Preston North End, o Leicester sagrou-se campeão da Championship.

### Chelsea
Teve a sua contratação oficializada pelo Chelsea no dia 3 de junho de 2024. O técnico italiano assinou com os Blues por cinco temporadas, com opção de extensão por mais uma.
Em 28 de maio de 2025, a equipe comandada por Maresca sagrou-se campeã da Liga Conferência ao vencer o Betis por 4–1.

## Títulos como jogador
Juventus
- Serie A: 2001–02
- Supercopa da Itália: 2003

Sevilla
- Copa da UEFA: 2005–06 e 2006–07
- Supercopa da UEFA: 2006
- Copa do Rei: 2006–07
- Supercopa da Espanha: 2007

Palermo
- Serie B: 2013–14

## Títulos como treinador
Manchester City Sub-23
- Premier League 2: 2020–21

Leicester
- EFL Championship: 2023–24

Chelsea
- Liga Conferência da UEFA: 2024–25
- Mundial de Clubes FIFA: 2025[8]

### Prêmios individuais
- Treinador do Mês da EFL Championship: agosto de 2023, outubro de 2023, dezembro de 2023 e abril de 2024